# SM-liiga 1999/2000
Die Saison 1999/2000 war die 25. Spielzeit der SM-liiga. Zum achten Mal seit der Gründung der SM-liiga und zum neunten Mal insgesamt wurde TPS Turku Finnischer Eishockey-Meister.

## Reguläre Saison

### Modus
Jedes Team musste viermal gegen jedes andere Team in der Liga und zehnmal zusätzlich gegen örtlich nahegelegene Mannschaften spielen. Jedes Spiel bestand aus drei Dritteln à 20 Minuten. Im Fall, dass nach der regulären Spielzeit kein Sieger gefunden war, wurde das Spiel als unentschieden gewertet.
Ein Sieg in der regulären Spielzeit brachte einer Mannschaft zwei Punkte. Ein Unentschieden wurde mit einem Punkt vergütet. Für eine Niederlage gab es keine Punkte.

### Abschlusstabelle
Abkürzungen: Sp = Spiele, S = Siege, U = Unentschieden, N = Niederlagen, T = Tore, GT = Gegentore, TD = Tordifferenz
| Pl  | Mannschaft | Sp | S  | U  | N  | T   | GT  | TD   | Punkte |
| --- | ---------- | -- | -- | -- | -- | --- | --- | ---- | ------ |
| 1.  | TPS        | 54 | 39 | 5  | 10 | 232 | 118 | +114 | 83     |
| 2.  | HPK        | 54 | 32 | 7  | 15 | 209 | 161 | +48  | 71     |
| 3.  | Tappara    | 54 | 31 | 8  | 15 | 187 | 148 | +39  | 70     |
| 4.  | Lukko      | 54 | 28 | 9  | 17 | 159 | 125 | +34  | 65     |
| 5.  | Jokerit    | 54 | 27 | 9  | 18 | 147 | 131 | +16  | 63     |
| 6.  | HIFK       | 54 | 23 | 10 | 21 | 171 | 162 | +9   | 56     |
| 7.  | Blues      | 54 | 19 | 10 | 25 | 163 | 165 | −2   | 48     |
| 8.  | Ilves      | 54 | 19 | 9  | 26 | 151 | 190 | −39  | 47     |
| 9.  | SaiPa      | 54 | 16 | 13 | 25 | 154 | 185 | −31  | 45     |
| 10. | JYP        | 54 | 13 | 13 | 28 | 158 | 211 | −53  | 39     |
| 11. | Ässät      | 54 | 14 | 9  | 31 | 171 | 217 | −46  | 37     |
| 12. | Pelicans   | 54 | 8  | 8  | 38 | 108 | 197 | −89  | 24     |

### Beste Scorer
Abkürzungen: T = Tore, A = Assists
| Pl  | Spieler          | Mannschaft | T  | A  | Punkte |
| --- | ---------------- | ---------- | -- | -- | ------ |
| 1.  | Kai Nurminen     | TPS        | 41 | 37 | 78     |
| 2.  | Jan Čaloun       | HIFK       | 38 | 34 | 72     |
| 3.  | Janne Ojanen     | Tappara    | 18 | 47 | 65     |
| 4.  | Tomáš Vlasák     | HPK        | 24 | 39 | 63     |
| 5.  | Jaroslav Bednář  | JYP        | 34 | 28 | 62     |
| 6.  | Kimmo Rintanen   | TPS        | 16 | 44 | 60     |
| 7.  | Alexander Barkow | Tappara    | 21 | 35 | 56     |
| 8.  | Petr Ton         | JYP        | 24 | 30 | 54     |
| 9.  | Kalle Sahlstedt  | TPS        | 30 | 23 | 53     |
| 10. | Tomi Kallio      | TPS        | 26 | 27 | 53     |

## Play-offs

### Modus
Die Plätze 1–8 waren automatisch für die Play-offs qualifiziert.
Für die jeweils nächste Runde qualifizierten sich die Mannschaften, die im Viertel- und Halbfinale gegen ihren Gegner von fünf Spielen die meisten gewonnen hatten. Die Sieger der Halbfinals zogen ins Finale ein, während die Verlierer im kleinen Finale um den dritten Platz spielten. Im Finale wurden ebenfalls fünf Spiele gespielt. Wer die meisten Spiele gewann, war Sieger der Saison. In der Runde um Platz 3 wurde lediglich ein Spiel gespielt. Die jeweiligen Gegner wurden so zusammengestellt, dass die bestplatzierte Mannschaft gegen die schlechteste spielt, die zweitbeste, gegen die zweitschlechteste, und so weiter. Ein Spiel dauerte, so wie in der Hauptsaison, insgesamt 60 Minuten. Nach der regulären Zeit wurden Verlängerungen von jeweils 20 Minuten Länge gespielt, bis ein Sieger durch ein entscheidendes Tor gefunden wurde.

### Turnierbaum
|  | Viertelfinale   | Viertelfinale   |                 |                 | Halbfinale       | Halbfinale |  |  | Finale   | Finale   |
|  |                 |                 |                 |                 |                  |            |  |  |          |          |
|  | 23. – 26.3.2000 |                 |                 |                 |                  |            |  |  |          |          |
|  | TPS             | 3               |                 |                 |                  |            |  |  |          |          |
|  | TPS             | 3               | 1.4. – 5.4.2000 |                 |                  |            |  |  |          |          |
|  | Ilves           | 0               |                 |                 |                  |            |  |  |          |          |
|  | Ilves           | 0               | TPS             | 3               |                  |            |  |  |          |          |
|  |                 |                 | TPS             | 3               |                  |            |  |  |          |          |
|  |                 | HIFK            | 1               |                 |                  |            |  |  |          |          |
|  | Tappara         | HIFK            | 1               | 1               |                  |            |  |  |          |          |
|  | Tappara         |                 |                 | 1               |                  |            |  |  |          |          |
|  | HIFK            | 3               |                 | 11. – 16.4.2000 | 11. – 16.4.2000  |            |  |  |          |          |
|  | 23. – 28.3.2000 | 23. – 28.3.2000 | TPS             | 3               |                  |            |  |  |          |          |
|  | 23. – 28.3.2000 | 23. – 28.3.2000 |                 | Jokerit         | 1                |            |  |  |          |          |
|  | HPK             | 3               |                 |                 |                  |            |  |  |          |          |
|  | Blues           | 1               |                 |                 |                  |            |  |  |          |          |
|  | Blues           | 1               | HPK             | 0               |                  |            |  |  |          |          |
|  |                 |                 | HPK             | 0               | Spiel um Platz 3 |            |  |  |          |          |
|  |                 | Jokerit         | 3               |                 |                  |            |  |  |          |          |
|  | Lukko           | Jokerit         | 3               | 1               | HPK              | 1          |  |  |          |          |
|  | Lukko           | 1.4. – 4.4.2000 |                 | 1               | HPK              | 1          |  |  |          |          |
|  | Jokerit         | 3               |                 | HIFK            | 0                |            |  |  |          |          |
|  | Jokerit         | 3               |                 |                 | 0                |            |  |  |          |          |
|  | 23. – 28.3.2000 | 23. – 28.3.2000 |                 |                 |                  |            |  |  | 7.4.2000 | 7.4.2000 |

### Viertelfinale
| TPS – Ilves                    | TPS – Ilves | TPS – Ilves | TPS – Ilves |
| ------------------------------ | ----------- | ----------- | ----------- |
| 23. März                       | TPS         | Ilves       | 6-3         |
| 25. März                       | Ilves       | TPS         | 1-7         |
| 26. März                       | TPS         | Ilves       | 4-3 n. V.   |
| TPS gewinnt die Runde mit 3:0. |             |             |             |

| Tappara – HIFK                  | Tappara – HIFK | Tappara – HIFK | Tappara – HIFK |
| ------------------------------- | -------------- | -------------- | -------------- |
| 23. März                        | Tappara        | HIFK           | 1-3            |
| 25. März                        | HIFK           | Tappara        | 3-2 n. V.      |
| 26. März                        | Tappara        | HIFK           | 5-3            |
| 28. März                        | HIFK           | Tappara        | 5-4            |
| HIFK gewinnt die Runde mit 3:1. |                |                |                |

| HPK – Blues                    | HPK – Blues | HPK – Blues | HPK – Blues |
| ------------------------------ | ----------- | ----------- | ----------- |
| 23. März                       | HPK         | Blues       | 5-2         |
| 25. März                       | Blues       | HPK         | 4-3 n. V.   |
| 26. März                       | HPK         | Blues       | 8-1         |
| 28. März                       | Blues       | HPK         | 1-4         |
| HPK gewinnt die Runde mit 3:1. |             |             |             |

| Lukko – Jokerit                    | Lukko – Jokerit | Lukko – Jokerit | Lukko – Jokerit |
| ---------------------------------- | --------------- | --------------- | --------------- |
| 22. März                           | HIFK            | Jokerit         | 1-0             |
| 23. März                           | Jokerit         | HIFK            | 3-2 n. V.       |
| 25. März                           | HIFK            | Jokerit         | 0-1             |
| 27. März                           | Jokerit         | HIFK            | 3-1             |
| Jokerit gewinnt die Runde mit 3:1. |                 |                 |                 |

### Halbfinale
| TPS – HIFK                     | TPS – HIFK | TPS – HIFK | TPS – HIFK |
| ------------------------------ | ---------- | ---------- | ---------- |
| 1. April                       | TPS        | HIFK       | 4-5        |
| 2. April                       | HIFK       | TPS        | 1-3        |
| 4. April                       | TPS        | HIFK       | 6-1        |
| 5. April                       | HIFK       | TPS        | 2-4        |
| TPS gewinnt die Runde mit 3:1. |            |            |            |

| HPK – Jokerit                      | HPK – Jokerit | HPK – Jokerit | HPK – Jokerit |
| ---------------------------------- | ------------- | ------------- | ------------- |
| 1. April                           | HPK           | Jokerit       | 3-4 n. V.     |
| 3. April                           | Jokerit       | HPK           | 7-0           |
| 4. April                           | HPK           | Jokerit       | 3-4           |
| Jokerit gewinnt die Runde mit 3:0. |               |               |               |

### Dritter Platz
| HPK – HIFK          | HPK – HIFK | HPK – HIFK | HPK – HIFK |
| ------------------- | ---------- | ---------- | ---------- |
| 7. April            | HPK        | HIFK       | 5-2        |
| HPK gewinnt Bronze. |            |            |            |

### Finale
| TPS – Jokerit                                                 | TPS – Jokerit | TPS – Jokerit | TPS – Jokerit |
| ------------------------------------------------------------- | ------------- | ------------- | ------------- |
| 11. April                                                     | TPS           | Jokerit       | 4-2           |
| 13. April                                                     | Jokerit       | TPS           | 1-4           |
| 14. April                                                     | TPS           | Jokerit       | 2-3           |
| 16. April                                                     | Jokerit       | TPS           | 1-2           |
| TPS gewinnt die Meisterschaft mit 3:1. Jokerit erhält Silber. |               |               |               |

### Finnischer Meister
| Finnischer Meister TPS Turku | Torhüter: Antero Niittymäki, Fredrik Norrena Verteidiger: Kimmo Eronen, Kari Harila, Marko Kiprusoff, Mika Lehtinen, Jouni Loponen, Ilkka Mikkola, Tommi Rajamäki Angreifer: Teemu Elomo, Tero Forsell, Michael Holmqvist, Tomi Kallio, Esa Keskinen, Jani Kiviharju, Joni Lius, Kai Nurminen, Mikko Rautee, Kimmo Rintanen, Kalle Sahlstedt, Marco Tuokko, Ville Vahalahti, Tony Virta Cheftrainer: Hannu Jortikka |

### Beste Scorer
Abkürzungen: T = Tore, A = Assists
| Pl | Spieler        | Mannschaft | T | A | Punkte |
| -- | -------------- | ---------- | - | - | ------ |
| 1. | Kai Nurminen   | TPS        | 5 | 9 | 14     |
| 2. | Kimmo Rintanen | TPS        | 7 | 6 | 13     |
| 3. | Tomi Kallio    | TPS        | 4 | 9 | 13     |
| 4. | Timo Pärssinen | HPK        | 5 | 5 | 10     |
| 5. | Niko Kapanen   | HPK        | 1 | 9 | 10     |

## SM-liiga-Qualifikation
Um nicht abzusteigen, musste sich die letztplatzierte Mannschaft der SM-liiga (in diesem Fall Pelicans Lahti) gegen drei Aufstiegskandidaten aus der zweiten finnischen Eishockeyliga (1. Division) beweisen. Die Aufstiegskandidaten waren zum einen die bestplatzierte Mannschaft der regulären Saison der 1. Division (Oulun Kärpät) und die erst- und zweitplatzierten Mannschaften der Play-offs (Vaasan Sport und Diskos Jyväskylä).
Es gab zwei Qualifikationsrunden, wobei in der zweiten Runde die Gewinner der ersten gegeneinander antraten. Wer die zweite Runde gewann, durfte in der SM-liiga bleiben bzw. in diese aufsteigen.

### 1. Runde
| Pelicans – Diskos                 | Pelicans – Diskos | Pelicans – Diskos | Pelicans – Diskos |
| --------------------------------- | ----------------- | ----------------- | ----------------- |
| 25. März                          | Pelicans          | Diskos            | 9-2               |
| 26. März                          | Diskos            | Pelicans          | 2-6               |
| 28. März                          | Pelicans          | Diskos            | 6-2               |
| TPS gewinnt die 1. Runde mit 3:0. |                   |                   |                   |

| Kärpät – Sport                       | Kärpät – Sport | Kärpät – Sport | Kärpät – Sport |
| ------------------------------------ | -------------- | -------------- | -------------- |
| 1. April                             | Kärpät         | Sport          | 4-2            |
| 3. April                             | Sport          | Kärpät         | 1-4            |
| 4. April                             | Kärpät         | Sport          | 5-2            |
| Kärpät gewinnt die 1. Runde mit 3:0. |                |                |                |

### 2. Runde
| Pelicans – Kärpät                    | Pelicans – Kärpät | Pelicans – Kärpät | Pelicans – Kärpät |
| ------------------------------------ | ----------------- | ----------------- | ----------------- |
| 4. April                             | Pelicans          | Kärpät            | 4-5 n. V.         |
| 6. April                             | Kärpät            | Pelicans          | 1-5               |
| 8. April                             | Pelicans          | Kärpät            | 0-1 n. V.         |
| 11. April                            | Kärpät            | Pelicans          | 4-1               |
| Kärpät gewinnt die 2. Runde mit 3:1. |                   |                   |                   |

Oulun Kärpät stieg aufgrund des Ergebnisses der 2. Runde in die SM-liiga auf. Die Ligaleitung entschied nachträglich, dass die Pelicans Lahti nicht absteigen müssen und an der Saison 2000/01 somit 13 Mannschaften teilnehmen. Gleichzeitig wurde die SM-liiga für die kommenden Saisons geschlossen. Das bedeutet, dass keine Mannschaft mehr in diese Liga aufsteigen oder von dieser in eine andere Liga absteigen konnte.

## Auszeichnungen
| Auszeichnung                 | Gewinner          | Mannschaft |
| ---------------------------- | ----------------- | ---------- |
| Aarne-Honkavaara-Trophäe     | Kai Nurminen      | TPS        |
| Jari-Kurri-Trophäe           | Tomi Kallio       | TPS        |
| Jarmo Wasaman muistopalkinto | Antero Niittymäki | TPS        |
| Kalevi-Numminen-Trophäe      | Hannu Jortikka    | TPS        |
| Kultainen kypärä             | Kai Nurminen      | TPS        |
| Lasse-Oksanen-Trophäe        | Kai Nurminen      | TPS        |
| Matti-Keinonen-Trophäe       | Kai Nurminen      | TPS        |
| Pekka-Rautakallio-Trophäe    | Toni Lydman       | HIFK       |
| Pentti-Isotalo-Trophäe       | Panu Bruun        | -          |
| Raimo-Kilpiö-Trophäe         | Kimmo Rintanen    | TPS        |
| Unto-Wiitala-Trophäe         | Marko Lepaus      | -          |
| Urpo-Ylönen-Trophäe          | Pasi Nurminen     | Jokerit    |
| Veli-Pekka-Ketola-Trophäe    | Kai Nurminen      | TPS        |